# Tavares Martin jr.
Tavares Martin jr. (Belle Glade, 4 febbraio 1996) è un giocatore di football americano statunitense, che gioca come wide receiver per i Reyes de Jalisco.
Dopo aver giocato per la squadra di college degli Washington State Cougars e non essere stato selezionato al Draft NFL 2018 ha firmato con i Massachusetts Pirates, per poi passare agli Spokane Shock (coi quali non ha potuto scendere in campo a causa della pandemia di COVID-19). Si è poi trasferito in Europa agli austriaci Vienna Vikings, per poi tornare in National Arena League ai Carolina Cobras e successivamente unirsi ai messicani Reyes de Jalisco.